# Methodrone
Methodrone je první album americké psychedelicko-rockové kapely The Brian Jonestown Massacre, které vyšlo v roce 1995 u vydavatelství Bomp! Records.

## Obsah
Název vznikl složením slov methadone, tedy látky, která se používá při léčbě drogově závislých na heroinu a slova "drone" (povaleč). Album svým zvukem ponořeným do žánru shoegaze-rocku připomíná náladu kapel Spacemen 3 a My Bloody Valentine.
Methodrone je jediným albem, na kterém se objevují zpěvačky Elise Dye a Paola Simmonds. Bubeníci Brian Glaze a Graham Bonnar byli přizváni, aby nahradili Ricky Maymiho, který vyměnil bicí soupravu za basovou kytaru. Graham Bonnar po natočení alba s kapelou dál nespolupracuje.

### Obal
Tváře na obalu po směru hodinových ručiček jsou (z levého horního rohu): Brian Glaze, Matt Hollywood, Anton Newcombe a Dean Taylor. Efekt "zvlněné vodní hladiny" připomína obal alba kapely Pink Floyd Meddle, které bylo vydáno v roce 1971.

## Vydání
Skladby "She Made Me" a "Evergreen" byly vydány již v roce 1992 jako "dvoj" singl.
Methodrone vyšel v roce 1995 u vydavatelství Bomb! Records. Po vydání alba opouští kapelu její spoluzakládající člen a kytarista Travis Threlkel.
Album bylo znovu vydáno v roce 2007 ve vydavatelství Antona Newcomba A Records.
Skladba "Wisdom" byla později znovu nahrána na albu Stung Out in Heaven, které vyšlo u TVT Records. Písně "Wisdom", "She's Gone", "That Girl Suicide" a "Evergreen" byly zařazeny na kompilaci největších hitů kapely - Tepid Peppermint Wonderland: A Retrospective.

## Seznam skladeb
| Pořadí | Název             | Autor                                          | Délka |
| ------ | ----------------- | ---------------------------------------------- | ----- |
| 1.     | Evergreen         | (text Newcombe, zpěv Newcombe/Dye)             | 3:24  |
| 2.     | Wisdom            | (text, zpěv Newcombe)                          | 5:20  |
| 3.     | Crushed           | (text/zpěv Newcombe)                           | 6:08  |
| 4.     | That Girl Suicide | (text/zpěv Newcombe)                           | 3:41  |
| 5.     | Wasted            | (text Newcombe, zpěv Newcombe/Simmonds)        | 4:21  |
| 6.     | Everyone Says     | (text Newcombe, zpěv Newcombe/Simmonds)        | 4:15  |
| 7.     | Short Wave        | (text/zpěv Newcombe)                           | 2:47  |
| 8.     | She Made Me       | (text/zpěv Newcombe)                           | 4:42  |
| 9.     | Hyperventilation  | (text/zpěv Newcombe)                           | 9:53  |
| 10.    | Records           | The Brian Jonestown Massacre                   | 1:50  |
| 11.    | I Love You        | (text Newcombe/Travis Threlkel, zpěv Newcombe) | 4:11  |
| 12.    | End of the Day    | (text/zpěv Newcombe)                           | 5:09  |
| 13.    | Outback           | The Brian Jonestown Massacre                   | 4:07  |
| 14.    | She's Gone        | (text Newcombe, zpěv Newcombe/Hollywood)       | 7:18  |
| 15.    | Methodrone        | (text/zpěv Newcombe)                           | 4:52  |

## Obsazení
The Brian Jonestown Massacre
- Anton Newcombe – kytara, basa, bicí, zpěv
- Jeffrey Davies – kytara
- Ricky MaymiRi – basa
- Matt Hollywood – basa, zpěv
- Brian Glaze – bicí
- Graham Bonnar – bicí
- Elise Dye – zpěv
- Paola Simmonds – zpěv

Produkce a mix
- Anton Newcombe
- David Deresinski
- Eric Holland
- John Karr
- Jessica Wing
- Adriene Gulyassy